# Energiesubsidie

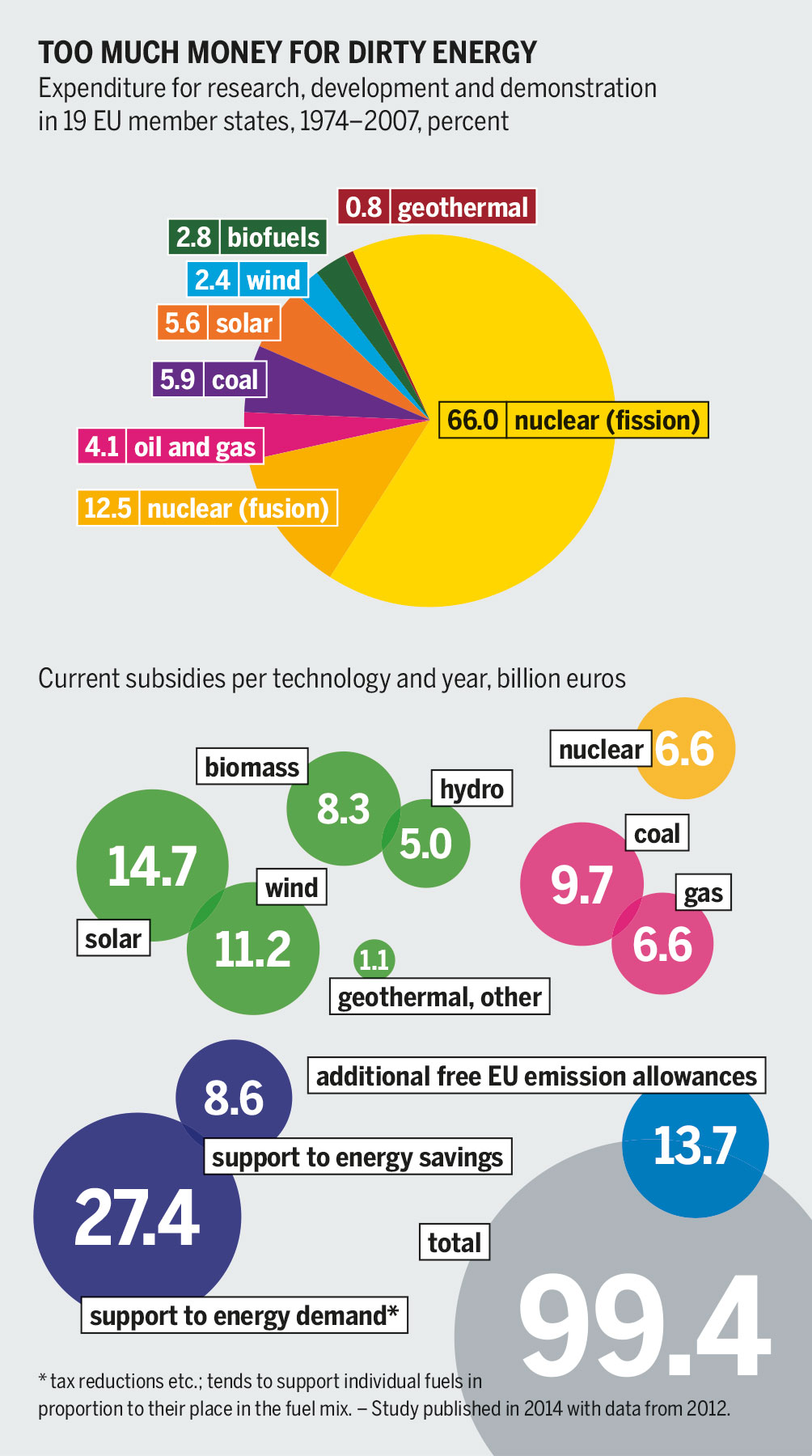
Subsidies per energiesoort in de EU (2012)

Subsiedies voor fossiele brandstoffen per capita (2015)

Een energiesubsidie is een maatregel die de energieprijzen voor de consument onder het marktniveau houdt, of voor producenten boven het marktniveau. In ruimere zin is het begrip echter ook van toepassing op allerlei subsidies of belastingvoordelen inzake energie, vooral dan met het oog op energiebesparing.

## Definities
Het Internationaal Energieagentschap gebruikt voor zijn Fossil Fuel Subsidy Database uitsluitend het prijsverschil (price gap approach) tussen marktprijs en economische kost, maar erkent dat hierdoor geen rekening wordt gehouden met onrechtstreekse subsidies zoals gesubsidieerd onderzoek of productiesubsidies.
Deze indirecte overheidsuitgaven, plus de milieukosten, worden daarentegen wel berekend met de inventarismethode (inventory approach), toegepast door de Wereldbank en de Organisatie voor Economische Samenwerking en Ontwikkeling (OESO). Het Internationaal Monetair Fonds (IMF) maakte met vergelijkbare methodes een berekening waarbij de reële kosten van fossiele brandstoffen werden verhoogd met een “pigouviaanse belasting” (compensatie) voor milieuschade en gederfde overheidsinkomsten. Volgens die berekening komt het IMF dan tot cijfers van 4,7 biljoen euro subsidies in 2015.

## Voor- en tegenargumenten
Voornaamste argumenten voor energiesubsidies zijn:
- Voorzieningszekerheid - subsidies worden gebruikt voor een adequate binnenlandse voorziening (bijvoorbeeld Aardgasveld van Slochteren, windmolenparken op de Noordzee) door het ondersteunen van inheemse brandstofproductie, om de afhankelijkheid van invoer te verminderen, of de ondersteuning van de overzeese activiteiten van nationale energiebedrijven.
- Verbetering van het milieu - subsidies die gebruikt worden om de vervuiling te verminderen.
- Sociaal-economische voordelen - subsidies in de vorm van prijsverlagingen worden gebruikt om bepaalde economische sectoren of segmenten van de bevolking te stimuleren, zoals het verlichten van de armoede en het vergroten van toegang tot energie in ontwikkelingslanden.
- Werkgelegenheid en sociale uitkeringen - subsidies worden gebruikt om de werkgelegenheid te behouden, vooral in perioden van een economische overgang.

Belangrijkste argumenten tegen energiesubsidies zijn:
- Sommige energiesubsidies werken tegen het doel van duurzame ontwikkeling, aangezien ze kunnen leiden tot een hoger verbruik en het ontstaan van meer afval. Ze verergeren de schadelijke effecten van energiegebruik op het milieu, leggen een zware last op de overheidsfinanciën en verzwakken het potentieel voor de economie om te groeien.
- Ze vormen een belemmering voor de uitbreiding van de distributienetwerken en de ontwikkeling van meer milieuvriendelijke energie-technologieën, en ze helpen niet altijd de mensen die het het meest nodig hebben.
- Een studie uitgevoerd door de Wereldbank constateert dat subsidies voor de grote commerciële bedrijven die de energiesector domineren niet gerechtvaardigd zijn. Echter, onder bepaalde omstandigheden is het redelijk om subsidies te gebruiken om de toegang tot energie te bevorderen voor de armste huishoudens in ontwikkelingslanden. Energiesubsidies moeten de toegang tot moderne energiebronnen stimuleren, in plaats van de exploitatiekosten van bedrijven te dekken.[5]
- Energiesubsidies gaan vaak naar kapitaalintensieve projecten, waardoor alternatieven voor lange tijd bemoeilijkt worden.[6]

Verder blijkt dat in Nederland maar liefst 4x zoveel subsidie is voor fossiele brandstoffen ten opzichte van duurzame energie. Dit heeft te maken met omslachtige subsidieregelingen omtrent klein/groot gebruikers en autokilometers.

## Vormen van energiesubsidie
- Rechtstreekse financiële overdacht - subsidies aan producenten, en subsidies aan consumenten, lage rente of preferentiële leningen aan producenten.
- Preferentiële fiscale behandeling - kortingen of een ontheffing op de royalty's, rechten, producent heffingen en tarieven, belastingkrediet, versnelde afschrijvingen op de apparatuur voor energievoorziening.
- Handelsbeperkingen - productiequota, technische beperkingen en handelsembargo's.
- Energie-gerelateerde diensten door de overheid op minder dan de volledige kosten - directe investeringen in energie-infrastructuur.
- Openbaar onderzoek en ontwikkeling, met name in de nucleaire sector.
- Regulering van de energiesector - vraag naar garanties en inzet tarieven, prijsbeheersing, toegang tot de markt beperking; preferentiële planning, toestemming en controle over de toegang tot hulpbronnen.
- Uitputting van vergoeding - een aftrek van de bruto-inkomen tot ~ 27% voor de uitputting van niet-hernieuwbare grondstoffen (olie, gas, mineralen).
- Beperking van aansprakelijkheid voor ongevallen: uitbaters van kerncentrales zijn volgens internationale verdragen verplicht zich te verzekeren tegen kernongevallen. Hun aansprakelijkheid is strikt en absoluut, maar beperkt. In sommige landen (Duitsland, Finland) is de wettelijke aansprakelijkheid onbeperkt, maar in de praktijk toch begrensd tot de beurswaarde van de producent. In Europees verband werden afspraken gemaakt om de schadevergoeding te verhogen. Toch komen ook de hogere drempels niet in de buurt van de werkelijke schade van een kernongeval.[8][9] Hogere schade wordt in de praktijk dus door de overheid gedragen, hetgeen door sommigen beschouwd wordt als een verdoken vorm van subsidie.[8][10].

## Nederland

### SDE (overheid)
De Stimuleringsregeling duurzame energieproductie (SDE) is een algemene maatregel van bestuur en dient om de productie van schone en duurzame energie, onder andere wind op land (windenergie), warmtekrachtkoppeling, biomassa en fotovoltaïsche zonne-energie te stimuleren. De regeling is de opvolger van de Ministeriële regeling Milieukwaliteit Elektriciteitsproductie (MEP). In tegenstelling tot de MEP geeft de SDE ook een vergoeding bij levering van groen gas (opgewerkt biogas) aan het gasnet. De uitvoering wordt gedaan door Rijksdienst voor Ondernemend Nederland. Voorheen was SDE de MEP, ministeriële regeling Milieukwaliteit Elektriciteitsproductie.

### Gemeenten, Provincies en andere subsidieverstrekkers
Niet alleen de rijksoverheid maar ook de provincies en gemeenten zorgen voor energiesubsidies. Het verschilt sterk per gemeente welke subsidie dit is en hoe hoog deze is. Via bijvoorbeeld de energiesubsidiewijzer kan men uitzoeken wat een specifieke provincie of gemeente aan subsidies heeft omtrent energie. Ook is er een overzicht van subsidies op zonnepanelen van de grootste 10 gemeenten in Nederland.
Mogelijke subsidies:
- Zonnepanelen
- Zonnecollector
- Woning isolatie
- Woning renovatie
- zonneboiler
- windenergie
- aardwarmte
- Waterkracht

### EIA
De Energie-investeringsaftrek (EIA) is een fiscale aftrekregeling die investeringen van ondernemingen in energiebesparende en duurzame bedrijfsmiddelen , onder andere windenergie op land, warmtekrachtkoppeling, biomassa en fotovoltaïsche zonne-energie te stimuleren. De uitvoering wordt gedaan door SenterNovem in samenwerking met de Belastingdienst.

### REB
De Regulerende energiebelasting (REB) is een in 1996 ingevoerde heffing op het gebruik van elektriciteit en aardgas.
Deze belasting is ingevoerd als onderdeel van de vergroening van het belastingstelsel door de twee paarse kabinetten. De heffing is budgetneutraal ingevoerd, dat wil zeggen tegelijkertijd met de invoering van de REB zijn de inkomstenbelastingen met een bedrag gelijk aan de opbrengst van de REB verlaagd. Het doel van de REB is een efficiënt gebruik van energie te stimuleren.

## België
Sedert de staatshervorming van 1980 is een deel van het energiebeleid overgeheveld naar de gewesten, en met name het beleid inzake hernieuwbare energiebronnen en rationeel energiegebruik. De federale overheid blijft echter in grote mate bevoegd voor het prijsbeleid, inclusief het sociaal tarief voor elektriciteit en aardgas, een rechtstreekse energiesubsidie voor bepaalde categorieën gebruikers met een laag inkomen.
De federale overheid is echter ook betrokken bij onrechtstreekse subsidies, via onder meer accijnzen, belastingvoordelen, rentelastverlichting, steun aan de nucleaire sector (nucleaire rente, onderzoek bij Studiecentrum voor kernenergie en de kweekreactor Kalkar), en destijds de subsidies aan steenkoolmijnen. Volgens een studie van het Wereld Natuur Fonds en Eneco werd over de periode 1950-2014 in België meer dan 40 miljard euro steun verleend aan de steenkoolindustrie en de nucleaire sector samen.
Energiesubsidies inzake hernieuwbare energiebronnen en rationeel energiegebruik worden in België toegekend door de gewesten en door sommige provincies, gemeenten en energiebedrijven.
Voor Vlaanderen coördineert het Vlaams Energieagentschap (VEA) de subsidies via een subsidiewijzer. Het gaat dan om subsidies of voordelige leningen om allerlei energiebesparende investeringen te steunen, of een korting op de onroerende voorheffing.
Ook het Waals Gewest en het Brussels Hoofdstedelijk Gewest kennen subsidies toe.

## Europese Unie

### Doelstellingen
In 1997 is de Europese Unie begonnen met het formuleren van doelstellingen op het gebied van opwekking van alternatieve energie. In 2010 moest 12% van de totale energieconsumptie in de EU gegenereerd zijn uit wind, zon, waterkracht of biomassa. In 2005 kwam de doelstelling dat in 2020 20% van de totale primaire energie afkomstig moet zijn van alternatieve energie. In Nederland was dat in 2013 pas 7%.

## Internationaal
Volgens het Internationaal Energieagentschap (IEA) bedroegen de subsidies voor fossiele brandstoffen wereldwijd 493 miljard dollar in 2014, tegen (omgerekend) 390 miljard dollar in 2009. De toename (als gevolg van prijsstijgingen en hogere consumptie) werd gedeeltelijk gecompenseerd door subsidiebeperkingen. De subsidies worden in grote mate verstrekt door de overheid in olie-exporterende landen, voornamelijk in het Midden-Oosten en Noord-Afrika.
Sedert de G-20 top van 2009 is een trend merkbaar om "inefficiënte subsidies voor fossiele brandstoffen die verspillende consumptie bevorderen, te rationaliseren en op middellange termijn af te bouwen". Het Internationaal Energieagentschap inventariseerde de hervormingen die in 2015 werden doorgevoerd in 13 landen wereldwijd, waaronder China, India, Indonesië, Iran en Angola.